# Вулька-Смоляна (Свентокшиське воєводство)
Вулька-Смоляна (пол. Wólka Smolana) — село в Польщі, у гміні Смикув Конецького повіту Свентокшиського воєводства.
Населення — 101 особа (2011).
У 1975-1998 роках село належало до Келецького воєводства.

## Демографія
Демографічна структура на день 31 березня 2011 року:
|          | Загалом | Допрацездатний вік | Працездатний вік | Постпрацездатний вік |
| -------- | ------- | ------------------ | ---------------- | -------------------- |
| Чоловіки | 48      | 9                  | 29               | 10                   |
| Жінки    | 53      | 14                 | 21               | 18                   |
| Разом    | 101     | 23                 | 50               | 28                   |